# Jesús Enciso Viana
Jesús Enciso Viana (Vitoria, 14 gennaio 1906 – Palma di Maiorca, 21 settembre 1964) è stato un vescovo cattolico spagnolo di origine basca.

## Biografia
Nato a Vitoria nel 1906, dopo aver studiato latino a Laguardia, entrò nel seminario cittadino, ove studiò filosofia e teologia. Dopo essere stato ordinato presbitero sacerdote, nel 1925 si trasferì Roma, per proseguire gli studi al Pontificio Istituto Biblico e quelli in teologia alla Pontificia Università Gregoriana.
Nel 1930 tornò al seminario di Vitoria come professore di introduzione ed esegesi dell'Antico Testamento. Durante la Guerra civile spagnola fu rettore del seminario di Bergara. Al termine della guerra fu chiamato a Madrid, con l'incarico di lettore della cattedrale e professore di Sacra Scrittura, nel seminario diocesano. Ebbe anche l'incarico di assistente nazionale delle donne di Azione Cattolica e del Centro de Propagandistas di Madrid e di direttore spirituale della Confraternita di Nuestra Señora de los Reyes.
Fu a capo della sezione biblica dell'Istituto Federico Suárez del Consiglio superiore delle ricerche scientifiche e successivamente vicedirettore dello stesso istituto e direttore della rivista "Estudios Bíblicos". Collaborò a varie riviste teologiche, fra cui "Ecclesia" e fu autore di vari saggi.
Nel 1946 prese parte alla delegazione straordinaria presieduta da Eduardo Marquina per la presa di possesso del presidente della Colombia, Mariano Ospina. Durante questo viaggio diede varie conferenze nell'America del Sud e a Santiago del Cile fu nominato dottore honoris causa della Pontificia università cattolica del Cile. Fu anche presente a Londra per il centenario del ristabilimento della gerarchia cattolica nel Regno Unito.
Nel 1949 fu nominato amministratore apostolico di Ciudad Rodrigo e vescovo titolare di Elusa. Dopo qualche mese fu ristabilita la diocesi dopo più di un secolo, fu consacrato vescovo il 4 aprile 1950 da Leopoldo Eijo y Garay, patriarca delle Indie occidentali, e prese possesso della sede il 4 giugno 1950. Trasformò il Seminario, cambiando e rinnovando il piano di studio e i docenti, restaurò e ampliò gli edifici, la biblioteca e la chiesa. Diede impulso all'Azione Cattolica e ai Secretariados de Caridad, creando un patronato per costruire abitazioni economiche. Celebrò tre congressi eucaristici per le diverse comarche della diocesi.
Il 25 settembre 1955 fu trasferito alla diocesi di Maiorca, come successore di Juan Hervás Benet.
Partecipò al Concilio Vaticano II, in cui ebbe un ruolo importante: nella seconda sessione, l'8 ottobre 1963 fu lui a presentare all'assemblea le modifiche allo schema De Liturgia, che fu approvato per diventare la costituzione Sacrosanctum Concilium. Morì a Palma di Maiorca l'anno seguente.

## Opere
- Problemas del Génesis: revelación y ciencia (1936)
- Jesucristo: su vida y doctrina brevísimamente entresacada de los cuatro Evangelios (1937)
- El estudio bíblico de los códices litúrgicos mozárabes (1942)
- Curso de Historia comparada de las religiones (1943)
- Prohibiciones españolas de las versiones bíblicas en romance antes del Tridentino: trabajo leído en la apertura del curso 1944 a 1945 (1944)
- Cursillos de cristiandad en la diócesis de Mallorca (1956)
- Cartas (1964)

## Genealogia episcopale e successione apostolica
La genealogia episcopale è:
- Cardinale Scipione Rebiba
- Cardinale Giulio Antonio Santori
- Cardinale Girolamo Bernerio, O.P.
- Arcivescovo Galeazzo Sanvitale
- Cardinale Ludovico Ludovisi
- Cardinale Luigi Caetani
- Cardinale Ulderico Carpegna
- Cardinale Paluzzo Paluzzi Altieri degli Albertoni
- Papa Benedetto XIII
- Papa Benedetto XIV
- Cardinale Enrico Enriquez
- Cardinale Francisco de Solís Folch de Cardona
- Vescovo Agustín Ayestarán Landa
- Arcivescovo Romualdo Antonio Mon y Velarde
- Cardinale Francisco Javier de Cienfuegos y Jovellanos
- Cardinale Cirilo de Alameda y Brea, O.F.M.Obs.
- Cardinale Juan de la Cruz Ignacio Moreno y Maisanove
- Cardinale José María Martín de Herrera y de la Iglesia
- Patriarca Leopoldo Eijo y Garay
- Vescovo Jesús Enciso Viana

La successione apostolica è:
- Vescovo Francisco Planas Muntaner (1960)